# Brånaberget
Brånaberget este o arie protejată (arie specială de conservare — SAC, sit de importanță comunitară — SCI) din Suedia întinsă pe o suprafață de 33,8 ha, integral pe uscat.

## Localizare
Centrul sitului Brånaberget este situat la coordonatele 65°35′07″N 17°11′33″E / 65.5852°N 17.1926°E.

## Înființare
Situl Brånaberget a fost declarat sit de importanță comunitară în ianuarie 1997 pentru a proteja un număr necunoscut de specii din flora spontană și fauna sălbatică aflate în arealul zonei. Situl a fost protejat și ca arie specială de conservare în martie 2011.

## Biodiversitate
Situată în ecoregiunea boreală, aria protejată conține 2 habitate naturale: Taiga vestică, Turbării Aapa.
La baza desemnării sitului se află un număr nedeclarat de specii protejate.